# Wilson Greatbatch
Wilson Greatbatch (6. září 1919 Buffalo – 27. září 2011 Buffalo) byl americký vynálezce. Proslul především vynálezem kardiostimulátoru.

## Život
Vystudoval elektrické inženýrství na Cornellově univerzitě (bakalářský stupeň) a na Univerzitě v Buffalu (magisterský stupeň). Absolvoval roku 1957. Na Univerzitě v Buffalu pracoval poté jako asistent.
K objevu kardiostimulátoru došlo náhodou, když roku 1956 vyvíjel na Univerzitě v Buffalu zařízení pro záznam srdečního rytmu. V jednu chvíli do přístroje namontoval omylem nadměrně silný rezistor, který generoval pravidelné elektrické pulsy. V tu chvíli ho napadlo, že by přístroj v těle pacienta nemusel jen měřit, ale i aktivně stimulovat srdeční činnost. Jeho kardiostimulátor byl roku 1958 úspěšně voperován do psa a v roce 1960 do lidského pacienta, který žil poté 18 měsíců. Ještě toho roku byl přístroj implantován do deseti dalších pacientů, mezi nimiž byly i dvě děti. Následně se Greatbatch začal věnovat vývoji baterií, které by přístroji mohly dodávat energii déle než tehdejší baterie (asi dva roky). Nakonec se mu podařilo vynalézt nový typ lithiových baterií, které v kardiostimulátoru vydržely asi 10 let. V roce 1970 si založil firmu Wilson Greatbatch Ltd na jejich výrobu, která existuje dodnes. V závěru života se věnoval jaderné fúzi, solární technologii i výzkumu AIDS. Celkem měl na svém kontě přes 325 patentů.